# United States Air Forces in Europe-Air Forces Africa
Le United States Air Forces in Europe - Air Forces Africa o USAFE-AFAFRICA (Forze Aeree degli Stati Uniti in Europa e Africa) è uno dei Major Command della United States Air Force (USAF), responsabile di tutti i suoi aerei basati in Europa ed Africa. Il quartier generale è situato presso la Ramstein Air Base, Germania.

## Equipaggiamento
Lo forza aerea dispone dei seguenti velivoli:
- 129 Aerei da caccia ed attacco, F-16C/D, F-35A e F-15E
- 5 Elicotteri HH-60G
- 15 Aerei da Rifornimento in volo KC-135R
- 18 Aerei da trasporto C-130J, C-21A e C-37A

## Organizzazione
Attualmente, al settembre 2023, il comando controlla:

### Third Air Force,Ramstein Air Base,Germania
- 31st Fighter Wing, Aviano AB, Italia - F-16C/D
- 39th Air Base Wing, Incirlik AB, Turchia
- 48th Fighter Wing, Lakenheath AB, Inghilterra e Aviano AB, Italia - F-15E, F35A e HH-60G
- 52nd Fighter Wing, Spangdahlem AB, Germania  F-16CM/DM
- 86th Airlift Wing, Ramstein AB, Germania - C-21A, C-37A e C-130J
- 100th Air Refueling Wing, Mildenhall AB, Inghilterra - KC-135R
- 435th Air Ground Operations Wing, Ramstein AB, Germania
- 501st Combat Support Wing, Alconbury AB, Inghilterra
- 603rd Air Operations Center, Ramstein AB, Germania

### HQ AFAFRICA (Air Forces Africa), Ramstein AB, Germany
Il comando è affiancato dal 217th Air Operations Group, 110th Attack Wing, Michigan, Air National Guard